# Kevin Cordón
Kevin Cordón (født 28. november 1986) er en guatemalansk badmintonspiller. Han repræsenterede Guatemala under sommer-OL 2008 i Beijing, Kina, hvor han blev slået ud i første runde.